# Stadtplanrelief in der Karlsruher Pyramide
Koordinaten: 49° 0′ 33,1″ N, 8° 24′ 14,2″ O

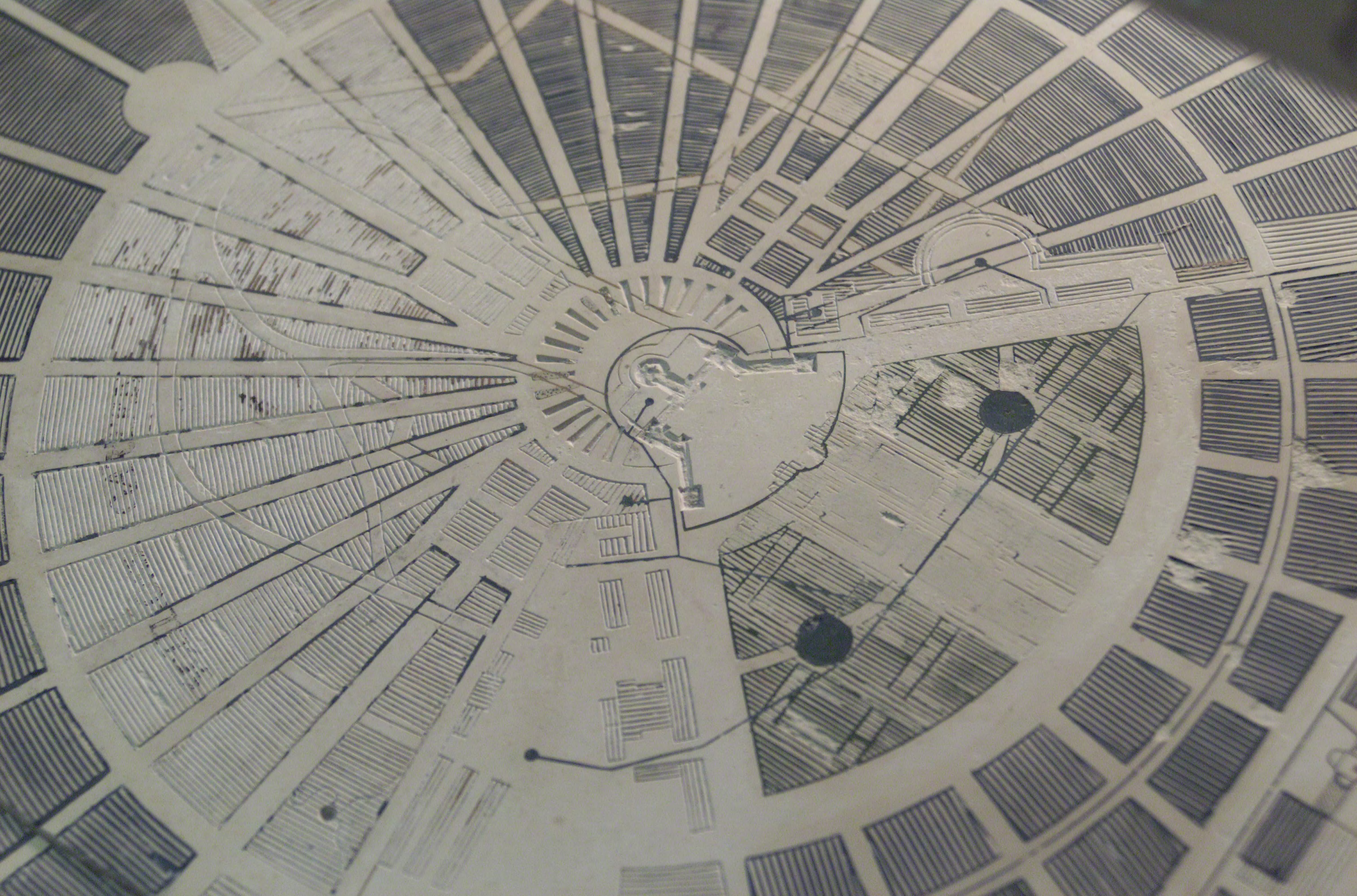
Innenstadt und Schloss: Gravierte und gezeichnete Schraffuren in unterschiedlichen Farben

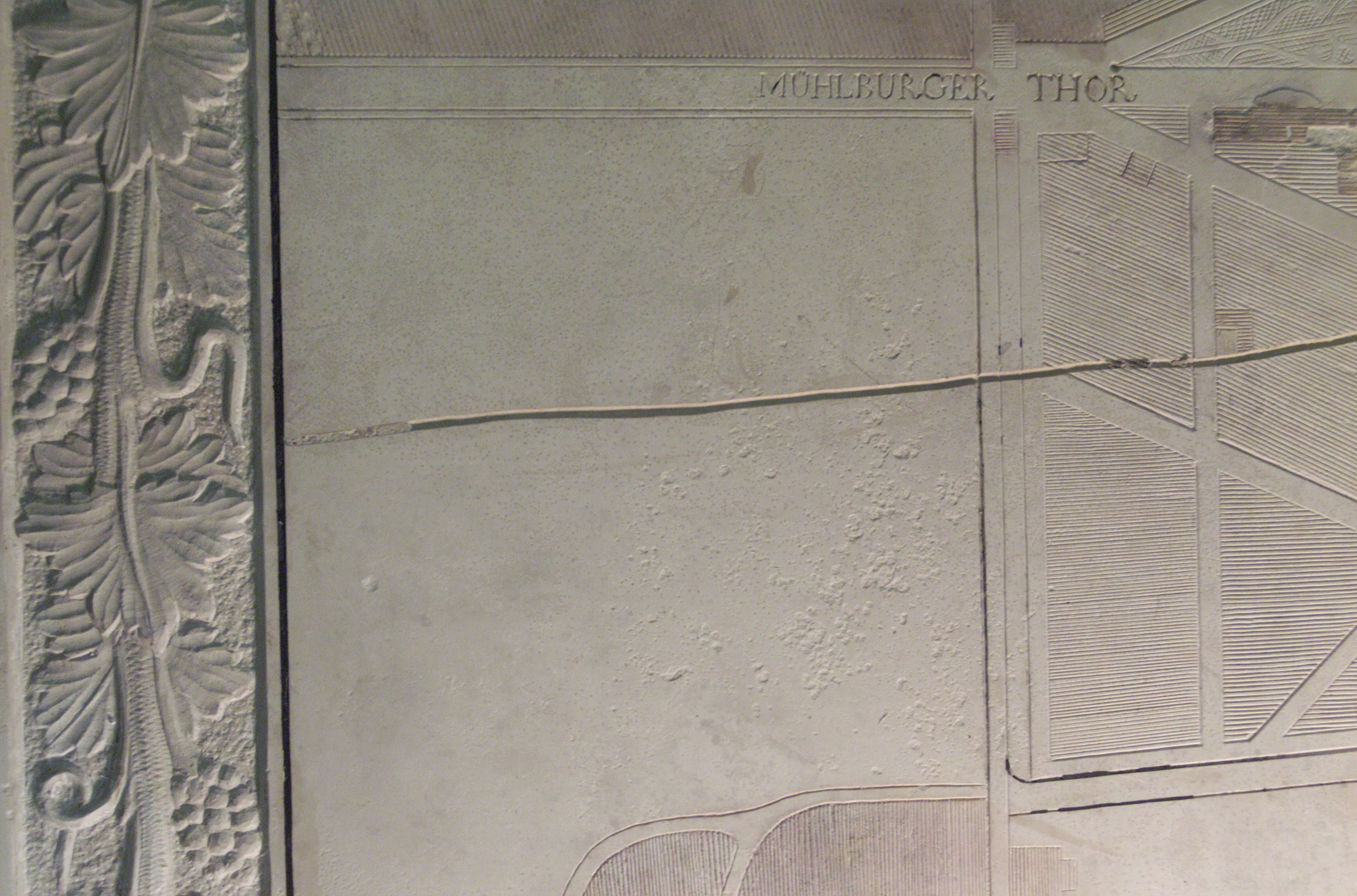
Mühlburger Tor mit dem heutigen Landgraben, der auf dem Plan mit dem Namen LANG GRABEN beschriftet ist

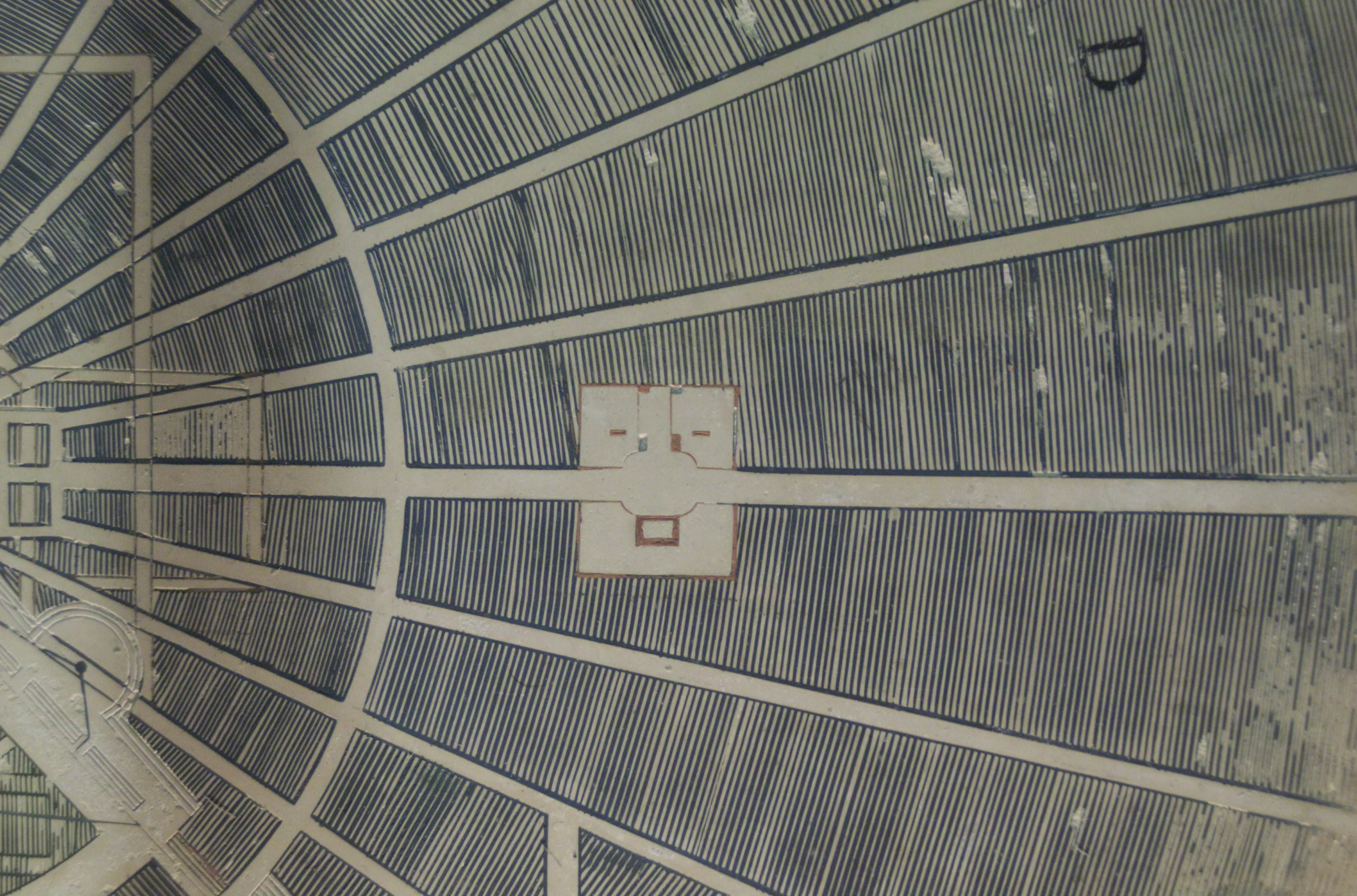
Um das Fasanenschlösschen östlich des Schlosses sind die Schraffurdetails mit der ursprünglichen Kolorierung gut erhalten.

Das Stadtplanrelief in der Karlsruher Pyramide ist ein in Kalkstein gravierter und kolorierter Stadtplan von Karlsruhe, der 1823 vom Architekten Friedrich Weinbrenner entworfen und von der Bildhauerwerkstatt Günther unter der Leitung von Johann Jakob Meyerhuber in Karlsruhe hergestellt wurde. Die Steinplatte wird in der Karlsruher Pyramide, dem Grabmal Karl Wilhelms von Baden-Durlach, aufbewahrt. In den Jahren 1998 bis 2018 befand sie sich zu Restaurierungs- und Ausstellungszwecken und zum Schutz während der U-Bahn-Bauarbeiten in der Städtischen Galerie Karlsruhe. Seit September 2018 liegt sie wieder an ihrem ursprünglichen Ort in der Pyramide.

## Beschreibung
Der Plan ist auf einem 100 Zentimeter breiten und 74 Zentimeter hohen sowie 6,7 Zentimeter dicken Kalksteinquader mit abgerundeten Ecken eingraviert. Das Seitenverhältnis beträgt somit nahezu exakt drei zu vier. Seine rechnerische Masse liegt zwischen 127 und 142 kg. Ein umlaufender, mit einer Weinrebe geschmückter 45 Millimeter breiter Fries verziert den Rand. In den Mitten der vier Seiten ist jeweils eine ovale Vignette mit einer Himmelsrichtungsangabe eingesetzt. Über dem unteren Rand verläuft ein 75 Millimeter breites Band mit einer Inschrift zur Stadtgeschichte. Teilbereiche der eingravierten Linien waren ursprünglich mit Pigmenten in den Farben Gelb, Blau, Rot und Grün gefüllt. Die Schraffuren haben in der Regel zwischen ein und zwei Millimeter Linienabstand. Sie verlaufen häufig senkrecht zu einem gedachten Radius zum Schlossturm. Eine klare Unterscheidung von Gebäuden und unbebautem Gebiet ist anhand der Schraffur meist nicht gegeben. Verschiedene Farben der schraffierten Bereiche kennzeichnen unterschiedliche Ausbauphasen der Stadt. Die Legende hierzu befindet sich in der Inschrift am unteren Rand.
Durch Alterung und Witterungseinflüsse in der Pyramide gingen die Pigmentfüllungen der Umriss- und Schraffurlinien teilweise verloren. Auch ist die Platte in zwei Teilstücke zerbrochen und wurde 1998 durch einen Aluminiumrahmen gefasst.

### Inschrifttext

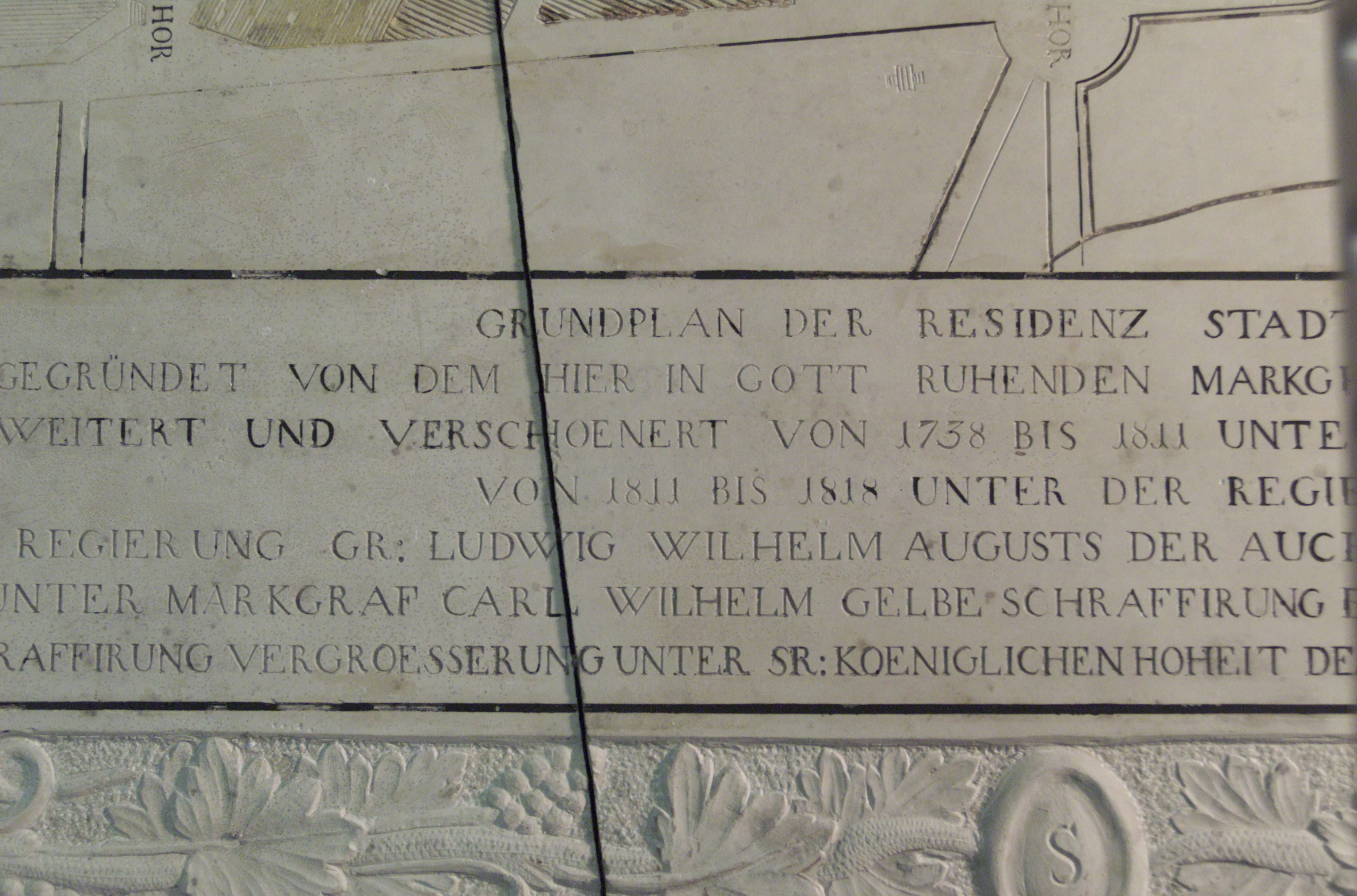
Ausschnitt der Inschrift mit Fries und Bruchlinie

Die sieben Zeilen umfassende Inschrift wurde – zur Planmitte horizontal zentriert – in einer modernen Variante der römischen Capitalis-Schrift in den Stein graviert und mit dunkler Tinte nachgezogen. Sie ist vollständig in Großbuchstaben gesetzt, benutzt aber im Unterschied zu antiken Inschriften Abstände zur Worttrennung. Auch wird der Buchstabe „U“ nicht als „V“ geschrieben. Das „J“ wird jedoch antikem Vorbild folgend als „I“ gesetzt, wie in „IETZT“ anstelle von „JETZT“. Umlaute, wie in „VERSCHÖNERT“, werden bis auf eine Ausnahme mit Digraphen als „VERSCHOENERT“ wiedergegeben. Lediglich das Wort „GEGRÜNDET“ wird mit einem Umlaut wiedergegeben. Mit der Ortsbenennung „MÜHLBURGER THOR“ im Stadtplan sind dies die einzigen Umlaute auf dem Plan.
Orthographisch entspricht die Inschrift, bis auf die beschriebenen typographisch begründeten Abweichungen, weitgehend der modernen Schreibung. Unterschiede finden sich hauptsächlich in Namensschreibungen, bei denen K-Laute durchgängig als „C“ wiedergegeben wurden. Lediglich das Wort „Schraffierung“ wurde abweichend als „SCHRAFFIRUNG“ geschrieben.
| GRUNDPLAN DER RESIDENZ STADT CARLSRUHE |
| GEGRÜNDET VON DEM HIER IN GOTT RUHENDEN MARKGRAFEN CARL WILHELM IM JAHRE 1715 |
| ERWEITERT UND VERSCHOENERT VON 1738 BIS 1811 UNTER DER REGIERUNG CARL FRIEDRICHS |
| VON 1811 BIS 1818 UNTER DER REGIERUNG CARLS |
| VON 1818 UNTER DER REGIERUNG GR: LUDWIG WILHELM AUGUSTS DER AUCH DIE STADT MIT EINER WASSERLEITUNG VERSAH                                                                                               |
| BLAUE SCHRAFFIRUNG BEZEICHNUNG DER ERSTEN ANLAGE UNTER MARKGRAF CARL WILHELM GELBE SCHRAFFIRUNG BEZEICHNUNG DER ABAENDERUNG UND AUSDEHNUNG DER STADT UNTER GR: CARL FRIEDRICH                           |
| GRÜNE SCHRAFFIRUNG FORTSETZUNG UNTER GR: CARL ROTHE SCHRAFFIRUNG VERGROESSERUNG UNTER SR: KOENIGLICHEN HOHEIT DEM IETZT REGIERENDEN GR: LUDWIG WILHELM AUGUST WIE SIE IETZT ENDE DES IAHRS 1823 BESTEHT |

### Transkription der Inschrift
Die Transkription der Inschrift in zeitgemäßer Sprache mit ergänzenden Satzzeichen und den heute üblichen Benennungen der Regierenden lautete wie folgt:
| Grundplan der Residenzstadt Karlsruhe |
| Gegründet von dem hier in Gott ruhenden Markgrafen Karl III. Wilhelm von Baden-Durlach im Jahre 1715 |
| Erweitert und verschönert von 1738 bis 1811 unter der Regierung Karl Friedrichs von Baden. |
| Von 1811 bis 1818 unter der Regierung des Großherzogs Karl Ludwig Friedrich von Baden, |
| von 1818 unter der Regierung Graf Ludwig I. von Baden der auch die Stadt mit einer Wasserleitung versah. |
| Blaue Schraffierung: Bezeichnung der ersten Anlage unter Markgraf Karl III. Wilhelm von Baden-Durlach / gelbe Schraffierung: Bezeichnung der Abänderung und Ausdehnung der Stadt unter Karl Friedrich von Baden                           |
| Grüne Schraffierung: Fortsetzung unter Graf Karl Ludwig Friedrich von Baden / rote Schraffierung: Vergrößerung unter seiner Königlichen Hoheit dem jetzt regierenden Graf Ludwig I. von Baden wie sie jetzt Ende des Jahres 1823 besteht. |

### Stadtkarte
Der Plan ist im Maßstab 1:4200 angelegt, ein Zentimeter auf dem Plan entspricht somit 42 Metern im Gelände und ein Kilometer im Gelände nimmt auf dem Plan 23,8 Zentimeter ein. Der gesamte Plan kartographiert ein Gebiet von 3660 Metern in Ost-West-Richtung und 2250 Metern in Nord-Süd-Richtung, was einer Fläche von 8,24 km² entspricht. Die physische Größe des Plans von fast genau einem Meter in Ost-West-Richtung deutet auf eine Anlehnung an das 1799 definierte Urmeter hin.
Er dokumentiert die Anlage von Straßen und Wegen im Stadtgebiet sowie die 1824, erst nach Entwurf des Plans in Betrieb genommenen, Wasserversorgungsleitungen und öffentliche Brunnen. Die verschiedenen Ausbauphasen wurden von Weinbrenner farblich schraffiert und in der Legende beschrieben. Die ursprüngliche Stadtanlage unter Markgraf Karl III. Wilhelm von Baden-Durlach war blau schraffiert, eine gelbe Schraffierung markierte die Erweiterung der Stadt unter Karl Friedrich von Baden. Grün schraffiert waren die ergänzenden Erweiterungen unter Graf Karl Ludwig Friedrich von Baden und rot schraffiert schließlich der Ausbau unter Ludwig I. von Baden.

### Hinweise auf die Herstellungstechnik
An einigen Stellen des Plans finden sich Hinweise auf die Herstellung. So sind unter anderem im Zentrum des Schlossturms und am Mühlburger Tor kegelförmige Einsenkungen angebracht, die zum Aufsetzen eines Zirkels gedient haben könnten. Wegen der fächerförmigen Anlage der Stadt erscheint es plausibel, dass solche Hilfspunkte zur exakten Konstruktion der Grundanlage und zur maßstäblichen Übertragung von Vermessungspunkten aus dem Gelände auf den Plan verwendet wurden.

## Entnahme aus der Pyramide

Querschnitte der Karlsruher Pyramide: Der Weinbrenner-Plan (4) auf einem Sockel in der mittleren Kammer (2).

Der Stadtplan wurde ursprünglich in der mittleren der drei Kammern der Karlsruher Pyramide auf einem Sandsteinsockel präsentiert. Am 17. September 1998 um 22:30 Uhr wurde der Plan aus konservatorischen Gründen aus der Pyramide entfernt und in die Städtische Galerie Karlsruhe zur Restaurierung überführt. Putz war von der Decke der Pyramide herabgestürzt und hatte ihn teilweise beschädigt, die Luftverschmutzung in der Stadt trug ebenfalls zum Verfall des Planes bei.
Ein Riss verläuft im linken Drittel von Nord nach Süd, in etwa am heutigen Europaplatz. Über die Herkunft des Risses herrscht Unklarheit. Ein Augenzeuge der Entnahme berichtet 2001 von einem Unfall bei der Entnahme, eine Literaturquelle stellt ohne weitere Belege dar, dass der Plan 1998 bereits in zwei Teilen in der Pyramide vorgefunden worden sei.
Zuletzt ausgestellt wurde der Plan im Jahr 2015 anlässlich des 300-jährigen Stadtjubiläums von Karlsruhe. Seit September 2018 befindet sich der Plan wieder an seinem ursprünglichen Ort in der Pyramide.

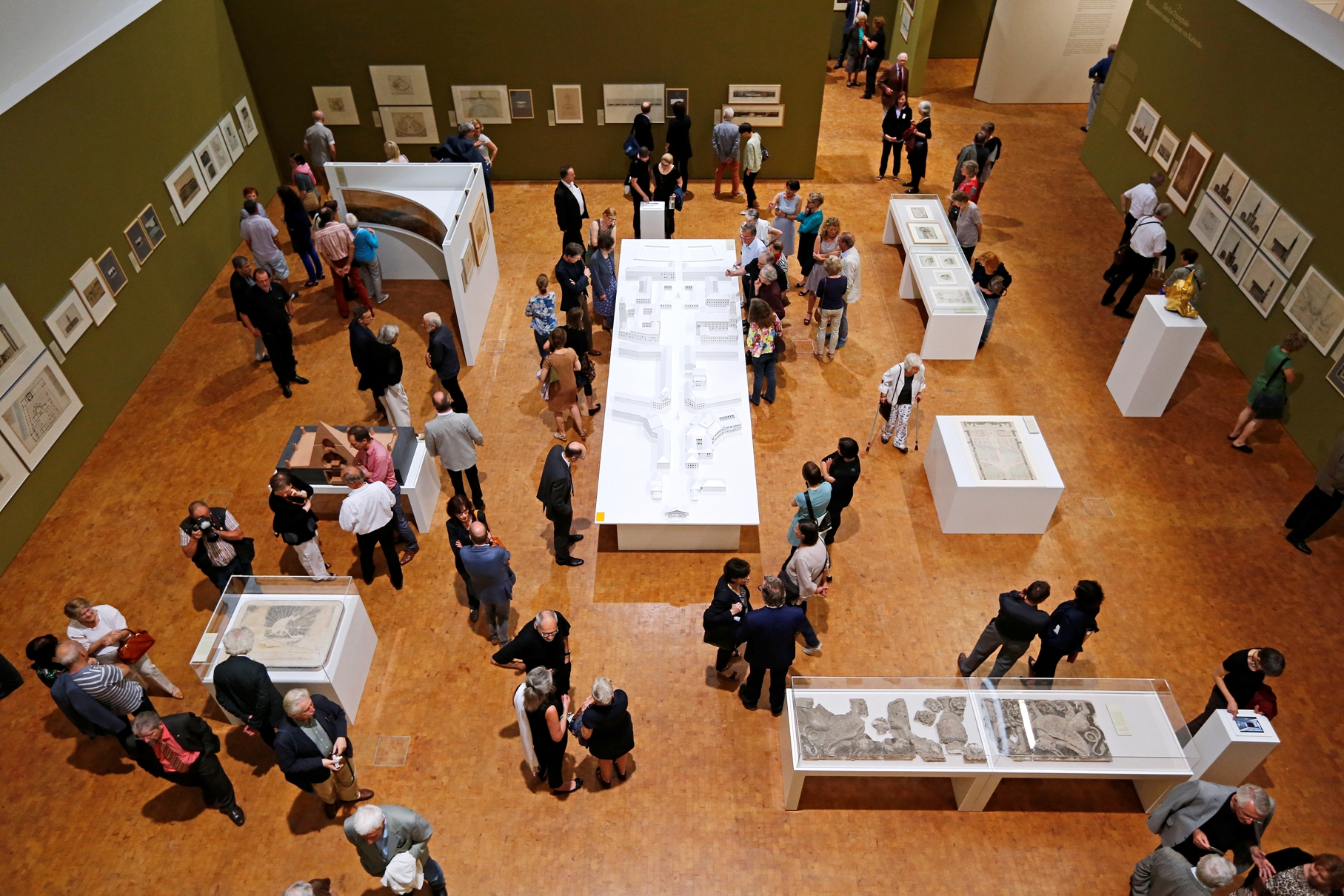
Weinbrenner-Ausstellung im Jahr 2015. Der Plan ist unten links zu sehen.

## Digitale Rekonstruktion

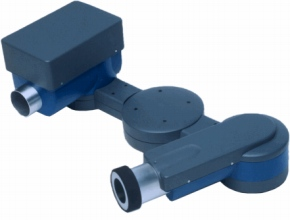
Zur flächenhaften Vermessung eingesetzter experimenteller 3d Scanner Ganymed

Im Jahr 2001 kontaktierte die Stadt Karlsruhe die Forschungsabteilung der damaligen DaimlerChrysler AG in Ulm, um die Möglichkeit einer berührungslosen Vermessung und Duplizierung des wertvollen Originals auszuloten. Ziel war es für das Stadtjubiläum eine Kopie als Ausstellungsstück herzustellen.

### Methodik
Die komplexe Oberflächengestaltung des Planes, bestehend aus dreidimensionalen Reliefstrukturen und dem umlaufenden Fries sowie farbigen, aber nicht räumlich ausgeprägten Zeichnungselementen, ist nicht mit einem einzelnen Messverfahren in hinreichender Auflösung zu erfassen. Die Wissenschaftler bei DaimlerChrysler hatten damals einen neuartigen 3d-Scanner auf Basis der Streifenprojektion entwickelt und besaßen Geräte und Expertise zur genauen photogrammetrischen Vermessung von Objekten. Mit einer Kombination dieser beiden Methoden war es möglich, dreidimensional die Gestalt des Objektes und die Lage der gezeichneten Linien mit einer Genauigkeit von 0,1 Millimeter zu erfassen.

### 3D-Rekonstruktion

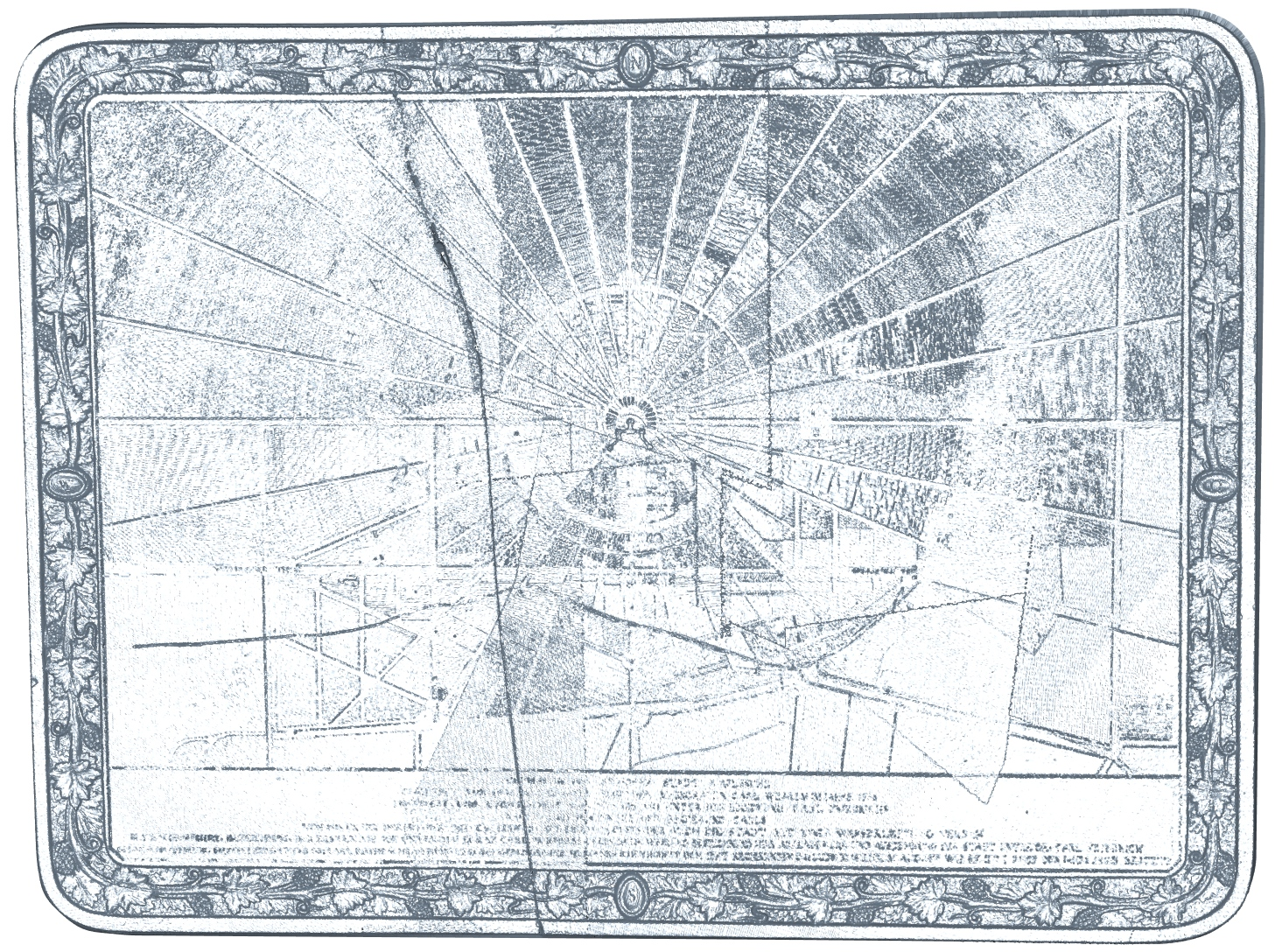
3-d-Darstellung des digitalisierten Reliefs

Im Laufe des Projektes zeigte sich, dass auch die angewandte Kombinationsmethodik nicht alle Details des Weinbrennerplans erfassen konnte: Zum einen war die Lateralauflösung des Streifenprojektionsscanners mit 0,5 Millimeter Punktabstand zu gering um die Liniengravur des Plans aufzulösen. Zum anderen waren die verwendeten photogrammetrischen Werkzeuge damals noch nicht in der Lage, beliebige markante Punkte auf der Oberfläche autonom aus unterschiedlichen Blickwinkeln zu erkennen. Die dreidimensionale Vermessung der Linien des Planes beschränkte sich daher auf einen Satz von einigen hundert manuell markierten Punkten. Auf dieser Basis und anhand der Messbilder des Plans wurde in dreiwöchiger Handarbeit ein CAD-Modell des Planes erstellt. Dabei wurden feine Details wie die Schraffurlinien inhaltlich nachvollzogen, aber nicht eins zu eins rekonstruiert. Dieses CAD-Modell wurde schließlich anhand weiterer Fotografien mit zusätzlichen Details angereichert und stellt den finalen Stand der Rekonstruktion dar.
Das CAD-Modell wurde schließlich mit dem 3d-Scan der Oberfläche vereinigt und daraus ein Fräsprogramm zur rechnergesteuerten Fertigung abgeleitet. Mit diesem wurde zum Abschluss des Projektes ein Demonstrationsmodell gefräst und der Stadt Karlsruhe im April 2003 übergeben. Der Verbleib des Modells ist unbekannt.

### 2D-Rekonstruktion
In einer zweiten Rekonstruktionsphase im Jahr 2020 wurde aus dem dreidimensionalen CAD-Modell ein zweidimensionaler Plan abgeleitet und mit Details aus teilweise neueren Fotografien ergänzt und um die Inschrift erweitert. Der Fries wurde dabei nur angedeutet, da es in diesem Fall nicht um eine digitale Duplizierung, sondern eine inhaltliche Rekonstruktion des Planes selbst ging. Die Farben des Modells sind leider nur teilweise erhalten. Der rekonstruierte Plan gibt diese daher nur ansatzweise wieder. Die Rekonstruktion ist im Rahmen der eingesetzten photogrammetrischen Messtechnik maßstabsgetreu. Sie enthält jedoch geringe Verzerrungen durch die Projektion des nicht ganz ebenen Plans auf eine geometrische Ebene sowie durch die unvollkommene Ausrichtung der beiden Teilstücke entlang der Bruchlinie.

2D-Rekonstruktion des Weinbrenner-Stadtplans aus dem Jahr 2020